# Vailly-sur-Aisne
Vailly-sur-Aisne és un municipi francès situat al departament de l'Aisne i a la regió dels Alts de França. L'any 2007 tenia 2.089 habitants.

## Demografia

### Població
El 2007 la població de fet de Vailly-sur-Aisne era de 2.089 persones. Hi havia 907 famílies de les quals 288 eren unipersonals (108 homes vivint sols i 180 dones vivint soles), 287 parelles sense fills, 236 parelles amb fills i 96 famílies monoparentals amb fills.
La població ha evolucionat segons el següent gràfic:
Habitants censats

### Habitatges
El 2007 hi havia 1.046 habitatges, 922 eren l'habitatge principal de la família, 36 eren segones residències i 88 estaven desocupats. 817 eren cases i 227 eren apartaments. Dels 922 habitatges principals, 563 estaven ocupats pels seus propietaris, 342 estaven llogats i ocupats pels llogaters i 17 estaven cedits a títol gratuït; 20 tenien una cambra, 100 en tenien dues, 208 en tenien tres, 241 en tenien quatre i 354 en tenien cinc o més. 600 habitatges disposaven pel capbaix d'una plaça de pàrquing. A 449 habitatges hi havia un automòbil i a 310 n'hi havia dos o més.

### Piràmide de població
La piràmide de població per edats i sexe el 2009 era:
| Homes | Edats   | Dones |
| ----- | ------- | ----- |
| 0     | 95 o +  | 4     |
| 4     | 90 a 94 | 4     |
| 8     | 85 a 89 | 24    |
| 16    | 80 a 84 | 24    |
| 36    | 75 a 79 | 28    |
| 44    | 70 a 74 | 64    |
| 84    | 65 a 69 | 76    |
| 64    | 60 a 64 | 68    |
| 52    | 55 a 59 | 60    |
| 68    | 50 a 54 | 48    |
| 56    | 45 a 49 | 72    |
| 96    | 40 a 44 | 76    |
| 60    | 35 a 39 | 92    |
| 68    | 30 a 34 | 76    |
| 52    | 25 a 29 | 44    |
| 60    | 20 a 24 | 32    |
| 80    | 15 a 19 | 52    |
| 76    | 10 a 14 | 64    |
| 68    | 5 a 9   | 56    |
| 44    | 0 a 4   | 36    |

## Economia
El 2007 la població en edat de treballar era de 1.292 persones, 895 eren actives i 397 eren inactives. De les 895 persones actives 787 estaven ocupades (429 homes i 358 dones) i 108 estaven aturades (54 homes i 54 dones). De les 397 persones inactives 129 estaven jubilades, 117 estaven estudiant i 151 estaven classificades com a «altres inactius».

### Ingressos
El 2009 a Vailly-sur-Aisne hi havia 922 unitats fiscals que integraven 2.069 persones, la mediana anual d'ingressos fiscals per persona era de 15.988 €.

### Activitats econòmiques
Dels 90 establiments que hi havia el 2007, 4 eren d'empreses alimentàries, 5 d'empreses de fabricació d'altres productes industrials, 10 d'empreses de construcció, 20 d'empreses de comerç i reparació d'automòbils, 7 d'empreses de transport, 6 d'empreses d'hostatgeria i restauració, 5 d'empreses financeres, 4 d'empreses immobiliàries, 10 d'empreses de serveis, 14 d'entitats de l'administració pública i 5 d'empreses classificades com a «altres activitats de serveis».
Dels 29 establiments de servei als particulars que hi havia el 2009, 1 era una oficina d'administració d'Hisenda pública, 1 gendarmeria, 1 oficina de correu, 2 oficines bancàries, 3 tallers de reparació d'automòbils i de material agrícola, 1 taller d'inspecció tècnica de vehicles, 1 autoescola, 1 guixaire pintor, 2 fusteries, 4 lampisteries, 1 electricista, 1 empresa de construcció, 2 perruqueries, 1 veterinari, 4 restaurants, 1 agència immobiliària i 2 salons de bellesa.
Dels 13 establiments comercials que hi havia el 2009, 2 eren supermercats, 3 fleques, 3 carnisseries, 1 una peixateria, 2 botigues de roba, 1 una botiga de material de revestiment de parets i terra i 1 una joieria.
L'any 2000 a Vailly-sur-Aisne hi havia 7 explotacions agrícoles que ocupaven un total de 600 hectàrees.

## Equipaments sanitaris i escolars
L'únic equipament sanitari que hi havia el 2009 era una farmàcia.
El 2009 hi havia 1 escola maternal i 1 escola elemental. Vailly-sur-Aisne disposava d'un col·legi d'educació secundària amb 242 alumnes.

## Poblacions més properes
El següent diagrama mostra les poblacions més properes.